# REITA
REITA（れいた、1981年〈昭和56年〉5月27日 - 2024年〈令和6年〉4月15日）は、日本のヴィジュアル系ロックバンド：the GazettEのベーシスト。神奈川県相模原市出身。血液型はA型。身長は172cm。
the GazettEの結成10周年を機に、名前をひらがなからアルファベット表記に変えた。

## 略歴
- 神奈川県相模原市に生まれる。5歳のとき両親が離婚。
- 小学校4年生のときに勧誘を受け、サッカークラブに入部。そこで、のちにバンドを組む麗と出会う。麗からみたREITAの第一印象は「ちっちゃくてひょろいモヤシみたいな奴でサッカー下手だったけど、話でみんなを笑わせてくれるヤツ。」と語っている。
- 中学生の時にアコースティックギターを始めるが、すぐに挫折。その後、エレキギターにチャレンジするもすぐ飽きてしまい、その後ベースに出会うが、理由は「あ、これ、目立たないな、」「…これ、練習しなくてもできんじゃねーの?」というものだった。同じ中学校に在籍していた麗とバンドを組み、LUNA SEAのコピーにいそしむ[1]。
- 様々なバンドを渡り歩いたのち、2002年にガゼットを結成。
- 2024年4月15日に死去[2]。42歳没[3][4][5]。訃報は翌16日に公式サイトで公表された[6]。

## 人物
- 長年、鼻に白い布を巻いているのがトレード・マークだった。2015年にリリースされたアルバム「DOGMA」以降は鼻から目元、額までを覆った黒いマスクを着用している。過去作品をフィーチャーしたthe GazettE結成15周年記念ライブ『大日本異端芸者「暴動区 愚鈍の桜」』では当時着用していた白い布のリメイク版（鼻の型のあるベルト）を使用した。
- 好きなバンドはセックス・ピストルズやオフスプリング。またモトリー・クルーのニッキー・シックスも好んでいる。
- 「初対面の人と仲良くなるのが苦手」と公言するほどの人見知りな性格。JやINORANを自身のラジオのゲストに呼んだり、清春のブログにRUKIと登場したことがある。
- ライヴ中のファンのマナーの悪さや暴力について、「一切なくしていきたい」と語っていた。
- 旧車が好きで、かつてはフォード社のマスタングを所有していた。
- 家族思いで、長年の夢だった「祖母と母に家を買ってあげる」をついに果たした。また動物が好きで、オカメインコの「ケイジ」と「オスカ」を飼っている。
- 2014年8月9日、Twitterを開始。2016年4月26日にはInstagramを開設した。

## SNAKED LOWS
DEAL DESIGNの山下諭とREITAによるオリジナル・ブランド。
シルバーアクセサリーを主軸とし、トートバッグなどアパレルを展開している。
- REITAはDEAL DESIGNのアクセサリーを愛用しており、雑誌の対談で山下氏と初対面。2006年にはREITAの誕生日を記念して、コラボリングを誕生日に因んだ527個限定で発売した。その他にもDEAL DESIGNからは特注モデルのリングがリリースされていた。
- ブランド設立のキッカケは、酒に酔った勢いだという。
- "REITA自身が欲しいものを作ること"が目的であり、商品は全て「REITA自身が使いやすいように」とデザインされている。当初はバイカー・ファッションに特化したものとなっていた。
- 2019年5月27日よりTwitterを開設。

## 使用機材

### 使用ベース
| ブランド | モデル               | 概要 |
| -------- | -------------------- | --- |
| ESP      | ESP RF-00            | ライブでの全弦1音下げチューニングとレギュラーチューニングでのメイン。2006年5月の日本武道館公演にて初登場。名前の由来は「車みたいな感じにしたかった。」からで、Rは“REITA”、Fは“フィスト”（拳）を意味しており、ピックガードを本人自らデザインした。基本的には黒ボディーに白ピックガードだが、ボディーもピックガードも黒のモデルも存在していた。こちらはかつてレギュラーチューニング用で使用していたが、現在は全弦1音下げチューニング用のサブとなっている。2008年8月の富士急ハイランド公演では「SHADOW VI II I」で4弦を更に半音下げたチューニングで使用されていた。ピックアップはフロントにダンカンのSJB-1n、リアにダンカンのSJB-2bを搭載している。2010年のツアーからは長らくBチューニングで使用されていた白ボディーのベースも出来上がり、Bチューニングで使用されている。 |
| ESP      | ESP RF-00SL          | Bチューニング用のベースとして、上記のRF-00よりネックのスケールが1フレット分長く作られている。チューニングは4弦からB-D-G-Cであり、これは5弦ベース用の弦の5～2弦を張り、更にB弦以外を1音下げた変則チューニングになっている。当初はRF-00と同じく黒ボディに白のピックガードのモデルを使用していたが、2008年8月の富士急ハイランド公演にて、新たに白ボディーに黒鼈甲柄ピックガードのモデルが登場、現在Bチューニングのメインとして使用している。ピックアップはRF-00と同じくフロントにダンカンのSJB-1n、リアにダンカンのSJB-2bを搭載している。 |
| ESP      | ESP RF-01 Proto-type | 2010年の東京ドーム公演で初登場したニュー・モデル。「Red」「VERMIN」「HEASITATING MEANS DEATH」「PLEDGE」などのCチューニング（4弦からC-E-A-D）で使用されているベース。材質はアルダー。 |
| ESP      | ESP RF-01            | 2011年のアルバム『TOXIC』のツアーから「THE SUICIDE CIRCUS」「MY DEVIL ON THE BED」「RUTHLESS DEED」「PSYCOPATH」で使用されている全弦3音半下げのAチューニングで使用されているベース。主な変更点は材質をアッシュに、フレットをこれまでの21から24にしていることである。なおAチューニングであるにもかかわらずロングスケールを採用している。 |
| ESP      | ESP AMAZE-ALR        | REITAが「レギュラーチューニング用にもう1本欲しい。」ということで入手したJJ配置のベース。サンバーストとブラックがあり、ブラックはPUをダンカンに交換しており、このベースがきっかけで自分の求めるサウンドに目覚めたと言う。アルバム『STACKED RUBBISH』以降のライブではレギュラーチューニングの曲でもRF-00を使うようになったため現在はブラックはレギュラーチューニング用のサブとしてスタンバイ、サンバーストは楽屋用ベースとして使用されている。 |
| ESP      | ESP WS-320           | REITAが「シブイものが欲しい。」と入手したオイルフィニッシュが特徴的なモデルで2ハム仕様。かなりお気に入りだったため、2006年5月の日本武道館公演でRF-00が登場するまで、長年全弦1音下げチューニングのメインとして使われ、RF-00製作時においてもネックの太さやヘッドの形状、角度までも参考にしている。 |
| ESP      | ESP WS-340 SL-5      | ドロップBチューニングを取り入れ始めたアルバム『蝦蟇』の頃から、2006年8月の東京ビッグサイト公演まで、ドロップBチューニングの曲で使用されていた5弦ベース。1～4弦は1音下げの状態にセッティング、更に1弦はほとんど使わないため1弦を張らずB-D-G-Cという変則チューニングになり、あくまで4弦ベースとして使用。これは「COCKROACH」のレコーディングで初めてスラップ奏法に挑んだ際に、弾きやすいようB弦以外の弦を1音下げて演奏し、後で練習してレギュラーチューニングでも弾けるようにしようと思ったまま現在に至ってしまったため、このような変則チューニングになったとの事。ちなみに本人は「俺がキッズなら絶対こんな変なチューニングの曲コピーしたくない」と語っている。 2006年秋のツアー以降はRF-00SLを使うようになったため、現在は使用されていない。                             |
| ESP      | ESP BB-IV Custom     | REITAが高校を卒業してすぐ入手したモデルで、REITA曰く「シェイプが独特な感じで尚且つ赤が好きだったから」である。AMAZE導入以前までレギュラーチューニング用として使用されていた。 ちなみに、当時のESPのカタログに載っていたこのベースのキャッチコピーは“五臓六腑にしみわたる”である。 |

### 使用アンプ
- Standing Live tour 2006「Nameless Liberty.Six Guns...」
  - ESP RF-00 #1 (Dチューニング用)
  - ESP WS-320 (Dチューニング用→サブ)
  - ESP WS-340 SL-5 (ドロップBチューニング用)
  - ESP AMAZE-ALR (レギュラーチューニング用・サブ)
  - Markbass Amphead basic P501 (アンプ)
  - BASSON B810B EarthQuake (キャビネット)
  - AVALON DESIGN (D.I.)
  - EX-PRO (ワイヤレスレシーバー)
- Tour 2007-2008 Stacked Rubbish 「Pulse Wriggling To Black」
  - ESP RF-00 #1 (Dチューニング用)
  - ESP RF-00 #2 (レギュラーチューニング用→サブ)
  - ESP Rf-00 #3 (レギュラーチューニング用)
  - ESP RF-00SL #1 (Bチューニング用)
  - ESP AMAZE-ALR (サブ)
  - GALLIEN-KRUEGER 1001RB (アンプ)
  - BASSON B810B EarthQuake (キャビネット)
  - BASSON B15B (キャビネット、ただし「Pulse Wriggling To Black 04」から「Pulse Wriggling To Black」 GRAND FINAL 「REPEATED COUNTLESS ERROR」まで)
  - AVALON DESIGN (D.I.)
  - SAMSON UR5DJ (ワイヤレスレシーバー)
- HERESY PRESENTS the GazettE STANDING LIVE TOUR 08 「FROM THE DISTORTED CITY」
  - ESP RF-00 #1 (Dチューニング用)
  - ESP RF-00 #2 (レギュラーチューニング用)
  - ESP RF-00 #3 (サブ)
  - ESP RF-00SL #1 (サブ)
  - ESP RF-00SL #2 (ドロップBチューニング用)
  - ESP AMAZE-ALR (サブ)
  - GALLIEN-KRUEGER 1001RB (アンプ)
  - BASSON B810B EarthQuake (キャビネット)
  - MXR bass d.i.+ (D.I.)
  - EBS MULTI COMP (コンプレッサー)
  - SAMSON UR5DJ (ワイヤレスレシーバー)
- Tour 2009 「DIMSENCE」
  - ESP RF-00 #1 (Dチューニング用)
  - ESP RF-00 #3 (全弦1音半下げチューニング用、「泣ヶ原」で使用)
  - ESP RF-00 #2 (サブ)
  - ESP RF-00SL #1 (全弦3音半下げチューニング用、「13STAIRS[-1]」で使用)
  - ESP RF-00SL #2 (ドロップBチューニング用)
  - ESP AMAZE-ALR (レギュラーチューニング用)
  - GALLIEN-KRUEGER 1001RB (アンプ)
  - Laney NEXUS TUBE (アンプ)
  - BASSON B810B EarthQuake (キャビネット)
  - MXR bass d.i.+ (D.I.)
  - EBS MULTI COMP (コンプレッサー)
  - SAMSON UR5DJ (ワイヤレスレシーバー)
- the GazettE LIVE TOUR 2011 VENOMOUS CELL
  - ESP RF-00 WH #4 (Bチューニング用)
  - ESP RF-00 #1 (Dチューニング用)
  - ESP RF-00 #2 (レギュラーチューニング用)
  - ESP RF-00 SL #2 (A#チューニング用)
  - ESP RF-01 Proto-type (Cチューニング用)
  - ESP RF-01 (Aチューニング用)
  - TRACE ELLIOT AH600-12 (アンプ)
  - Laney nexus (アンプ)
  - AVALON DI (D.I)
  - EBS MULTI COMP (コンプレッサー)
  - BARBAROSSA CRONUS (ディストーション)
  - MXR bass d.i. (D.I)
  - SAMSON UR5DJ (ワイヤレスレシーバー)
  - BASSON B810B EarthQuake (キャビネット)